# Alcofribas
 (mai 2025).
Motif : Absence de sources
- Archive Wikiwix
- Bing
- Cairn
- DuckDuckGo
- E. Universalis
- Gallica
- Google
- G. Books
- G. News
- G. Scholar
- Persée
- Qwant
- (zh) Baidu
- (ru) Yandex
- (wd) trouver des œuvres sur Wikidata

| 1. | Préciser le motif de la pose du bandeau. | Précisez le motif de la pose du bandeau en utilisant la syntaxe suivante : {{admissibilité à vérifier\|date=mai 2025\|motif=remplacez ce texte par le motif}}                   |
| 2. | Informer les utilisateurs concernés.     | Pensez à avertir le créateur de l'article, par exemple, en insérant le code ci-dessous sur sa page de discussion : {{subst:avertissement admissibilité à vérifier\|Alcofribas}} |

Alcofribas est une série de bande dessinée créée en 1975 par André Verheye, dit Dédé, dans le no 1938 du journal Spirou.

## Univers

### Synopsis
Alcofribas le loup vit sur une île tropicale peuplée d'animaux intelligents. Chaque gag court joue sur leur nature humaine ou animale. Son nom rappelle le pseudonyme de François Rabelais, peut-être à cause de cet aspect satirique.
Ainsi, Alcofribas attend son cousin Carnasse à la gare. Son voisin le perroquet panique car Carnasse a une réputation sanguinaire, mais Alcofribas lui assure que c'est exagéré. À son arrivée, Carnasse confirme, il ne va pas le manger… puisqu'il n'a pas fini de digérer le contrôleur !

### Personnages
- Alcofribas, loup bipède.
- Carnasse, son cousin glouton.
- D'autres animaux intelligents selon le gag (loups, perroquets, souris…).

## Publication

### Albums
Il n'y a pas eu d'albums.

### Revues
- Première publication : no 1938 du journal Spirou.